# Lactarius (mleczaj)
Lactarius Pers. (mleczaj) – rodzaj grzybów należący do rodziny gołąbkowatych (Russulaceae).

## Systematyka i nazewnictwo
Pozycja w klasyfikacji według Index Fungorum: Russulaceae, Russulales, Incertae sedis, Agaricomycetes, Agaricomycotina, Basidiomycota, Fungi.
Rodzaj Lactarius został opisany po raz pierwszy przez Christiaana Persoona w „Tentamen dispositionis methodicae Fungorum” z 1797 r. (jako: „Lactaria. Pileus carnosus depressus, Lamellaæ (nonnullæ subramosæ) lactescentes”). Synonimy naukowe: Agaricus sect. Lactifluus Pers., Agaricus subdiv. Galorrheus Fr., Galorrheus (Fr.) Fr., Gloeocybe Earle, Hypophyllum Earle, Lactaria Pers., Lactariella J. Schröt., Lactariopsis Henn., Lactifluus (Pers.) Roussel, Pleurogala Redhead & Norvell.
Nazwę polską nadał Józef Jundziłł w 1791 r. W polskim piśmiennictwie mykologicznym należące do tego rodzaju gatunki opisywane były także jako bedłka, rydz, krowiak, podrydzyk i mleczajek.

## Charakterystyka
Cechy makroskopowe
Owocniki roczne, siedzące, lub grzyby kapeluszowe z trzonem bocznym lub centralnym. Powierzchnia delikatnie włochata lub kutnerowata o barwie od ochrowej do fioletowo-brązowej. Grzyby poliporoidalne o hymenoforze rurkowym, liczba porów 1-2 na mm. Kontekst biały, mięsisto-twardy, trudno schnący. System strzępkowy dimityczny; strzępki generatywne z prostymi przegrodami, strzępki szkieletowe szkliste, z rzadkimi rozgałęzieniami, w tramie występują strzępki mleczne, cystyd brak. Podstawki maczugowate, duże, 40-55 × 8-12 µm, z czterema sterygmami. Bazydiospory kuliste do półkulistych, szkliste, ornamentowane krótkimi i nieregularnie ułożonymi grzbietami. Grzyby poliporoidalne powodujące białą zgniliznę twardzieli w korzeniach oraz pniach żywych drzew iglastych i liściastych.
Grzyby kapeluszowe o różnej wielkości, mięsiste, zbudowane z kapelusza i centralnego trzonu. Kapelusz u różnych gatunków ma średnicę od 2 do 25 cm, za młodu zwykle jest wypukły z silnie podwiniętym brzegiem, później płaski, w końcu zagłębiony, nawet lejkowaty, z brzegiem rzadko całkowicie prostym. Powierzchnia zwykle gładka, o barwie białej, kremowej, żółtej, cielistej, pomarańczowoczerwonej, oliwkowej, fioletowej do purpurowej lub brązowej, czasami koncentrycznie strefowana. Skórka nie daje się oddzielić od miąższu, bywa wilgotna, śliska, lepka lub śluzowata, gładka, pomarszczona, omszona, wełnista, ziarnista, rzadko drobno kosmkowata. Trzon prosty, zwykle o wysokości równej szerokości kapelusza, walcowaty, rzadko rozszerzony górą lub dołem. Jego powierzchnia bywa gładka, oszroniona, filcowata, zamszowata, aksamitna lub włókienkowata. Blaszki mało zróżnicowane, przeważnie tej samej szerokości co grubość miąższu,, na obu końcach ostro zwężone, u większości gatunków wąskie i cienkie, gęste i nieco elastyczne, u wielu gatunków nieregularnie rozwidlone, czasami anastomozujące lub u nasady połączone żeberkami. Zwykle między nimi występują blaszeczki. Zwykle są nieco tylko przyrośnięte, czasami zbiegające na trzon.
Charakterystyczną cechą mleczajów jest mleczko, które wydziela się dopiero po uszkodzeniu miąższu, zwłaszcza blaszek. U różnych gatunków jest białe, wodnistobiałe, żółtawe, czerwonawe Przy oznaczaniu gatunków ważną rolę odgrywają takie jego cechy jak: barwa, gęstość, obfitość wypływu, przebarwianie się w zetknięciu z powietrzem, czas po jakim to następuje, smak i zapach.
Cechy mikroskopowe
Miąższ zbudowany z cienkościennych, szklistych strzępek. Charakterystyczną cechą jest występowanie w nim sferocytów i silnie rozgałęzionych strzępek mlecznych oraz strzępek oleistych. W tramie zwykle brak sferocytów, subhymenium zbudowane ze strzępek kulistych o średnicy ok. 10 µm. Hymenium składa się z podstawek i cystyd. Podstawki maczugowate, 4-sterygmowe, wyjątkowo 2-sterygmowe, zwykle o wymiarach 40–60 × 7–11 µm. Cystydy, podobnie jak podstawki mało zróżnicowane, u różnych gatunków w postaci cheilocystyd (na ostrzu blaszek) lub pleurocystyd (na bokach blaszek). Bazydiospory bez przegród, kuliste, szerokojajowate, do nieco wydłużonych, zawsze z podszczytowym wyrostkiem wnęki, zwykle o wymiarach 7–9,5 × 6–7,5 µm i przeważnie urzeźbione.
Siedlisko i tryb życia
Ogromna większość to grzyby naziemne, ale są też grzyby podziemne. Wszystkie gatunki są grzybami ektomykoryzowymi. Występują głównie w lasach, tworząc symbiozę z jednym lub kilkoma gatunkami drzew. Owocniki rozwijają się zwykle od połowy lata do późnej jesieni i są dość długotrwałe Czasami atakowane są przez grzyby pasożytnicze z rodzaju Hypomyces.

## Niektóre gatunki
Gatunki występujące w Polsce
- Lactarius acerrimus Britzelm. – mleczaj najostrzejszy
- Lactarius acris (Bolton) Gray – mleczaj ostry
- Lactarius albocarneus Britzelm. – mleczaj lśniący[8]
- Lactarius albocremeus Z. Schaef. – mleczaj białokremowy
- Lactarius aquizonatus Kytöv. 1984
- Lactarius aspideus (Fr.) Fr. – mleczaj żółtawy
- Lactarius aurantiacus (Pers.) Gray – mleczaj pomarańczowy
- Lactarius azonites (Bull.) Fr. – mleczaj bezstrefowy
- Lactarius badiosanguineus Kühner & Romagn. – mleczaj brązowy
- Lactarius blennius (Fr.) Fr. – mleczaj śluzowaty
- Lactarius borzianus (Cavara) Verbeken & Nuytinck 2004[7]
- Lactarius brunneohepaticus M.M. Moser – mleczaj bieszczadzki
- Lactarius camphoratus (Bull.) Fr. – mleczaj kamforowy
- Lactarius chrysorrheus Fr. – mleczaj złocisty
- Lactarius circellatus Fr. – mleczaj dębowo-grabowy
- Lactarius citriolens Pouzar – mleczaj cytrynowy
- Lactarius controversus (Pers.) Pers. – mleczaj różowoblaszkowy
- Lactarius cremor Fr. – mleczaj pofałdowany
- Lactarius cyathuliformis Bon 1978
- Lactarius decipiens Quél. – mleczaj żółknący
- Lactarius deliciosus (L.) Gray – mleczaj rydz
- Lactarius deterrimus Gröger – mleczaj świerkowy
- Lactarius evosmus Kühner & Romagn. 1954
- Lactarius flexuosus (Pers.) Gray – mleczaj wygięty
- Lactarius fluens Boud. – mleczaj śliski
- Lactarius fuliginosus (Fr.) Fr. – mleczaj jelonek
- Lactarius glyciosmus (Fr.) Fr. – mleczaj kokosowy
- Lactarius helvus (Fr.) Fr. – mleczaj płowy
- Lactarius hepaticus Plowr. mleczaj wątrobowy
- Lactarius hysginus (Fr.) Fr. – mleczaj rudobrązowy
- Lactarius lacunarum Romagn. ex Hora – mleczaj bagienny
- Lactarius leonis Kytöv. 1984[9]
- Lactarius lepidotus Hesler & A.H. Sm. – mleczaj szarobrązowy
- Lactarius lignyotus Fr. – mleczaj przydymiony
- Lactarius lilacinus (Lasch) Fr. – mleczaj liliowy
- Lactarius mammosus Fr. – mleczaj sutkowaty
- Lactarius musteus Fr. – mleczaj moszczobarwny
- Lactarius nanus J. Favre – mleczaj karłowaty
- Lactarius necator (Bull.) Pers. – mleczaj paskudnik
- Lactarius obscuratus (Lasch) Fr. – mleczaj olszowy
- Lactarius omphaliiformis Romagn. – mleczaj pępówkowy
- Lactarius pallidus Pers. – mleczaj bladawy
- Lactarius picinus Fr. – mleczaj ciemny
- Lactarius porninsis Rolland – mleczaj modrzewiowy
- Lactarius pterosporus Romagn. – mleczaj pomarszczony
- Lactarius pubescens (Fr.) Fr. – mleczaj omszony
- Lactarius pyrogalus (Bull.) Fr. – mleczaj leszczynowy
- Lactarius quieticolor Romagn. – mleczaj niebieszczejący[10]
- Lactarius quietus (Fr.) Fr. – mleczaj dębowy
- Lactarius repraesentaneus Britzelm. – mleczaj żółtofioletowy
- Lactarius resimus (Fr.) Fr. – mleczaj okazały
- Lactarius romagnesii Bon
- Lactarius rostratus Heilm.-Claus.
- Lactarius rubrocinctus Fr. – mleczaj obrączkowy
- Lactarius rufus (Scop.) Fr. mleczaj rudy
- Lactarius ruginosus Romagn.
- Lactarius salicis-reticulatae Kühner – mleczaj wierzby żyłkowanej
- Lactarius salmonicolor R. Heim & Leclair – mleczaj jodłowy
- Lactarius sanguifluus (Paulet) Fr. – mleczaj czerwieniejący
- Lactarius scoticus Berk. & Broome 1879
- Lactarius scrobiculatus (Scop.) Fr. – mleczaj dołkowany
- Lactarius semisanguifluus R. Heim & Leclair – mleczaj zmienny[11]
- Lactarius serifluus (DC.) Fr. – mleczaj wodnisty
- Lactarius sphagneti (Fr.) Neuhoff – mleczaj torfowcowy
- Lactarius spinosulus Quél. & Le Bret. – mleczaj łuseczkowaty
- Lactarius stephensii (Berk.) Verbeken & Walleyn
- Lactarius subdulcis (Pers.) Gray – mleczaj bukowy
- Lactarius subumbonatus Lindgr. 1845
- Lactarius theiogalus (Bull.) Gray – mleczaj siarkowy
- Lactarius torminosus (Schaeff.) Gray – mleczaj wełnianka
- Lactarius trivialis (Fr.) Fr. – mleczaj niebieskawy
- Lactarius uvidus (Fr.) Fr. – mleczaj lepki
- Lactarius vietus (Fr.) Fr. – mleczaj szaroplamisty
- Lactarius violascens (J. Otto) Fr. – mleczaj fiołkowy
- Lactarius zonarioides Kühner & Romagn. – mleczaj strefowany
- Lactarius zonarius (Bull.) Fr. – mleczaj pręgowany

Niektóre inne
- Lactarius acutus R. Heim 1955
- Lactarius adhaerens R. Heim 1938
- Lactarius amarus R. Heim 1938
- Lactarius atlanticus Bon 1975
- Lactarius atroviridis Peck 1889
- Lactarius auriolla Kytöv. 1984
- Lactarius indigo (Schwein.) Fr.

Nazwy naukowe na podstawie Index Fungorum. Wykaz gatunków polskich i nazwy polskie według Władysława Wojewody i innych źródeł.

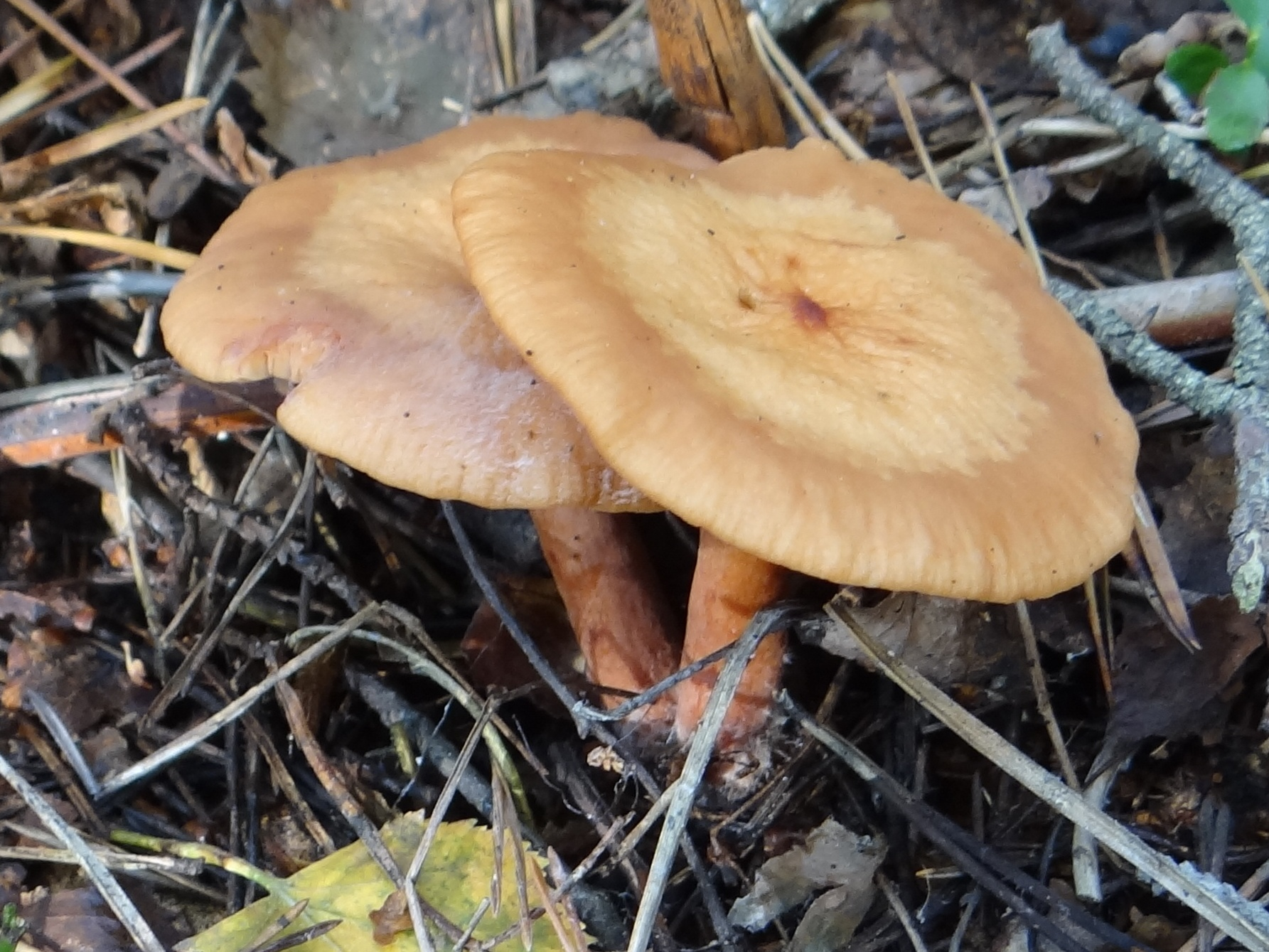
Mleczaj bagienny
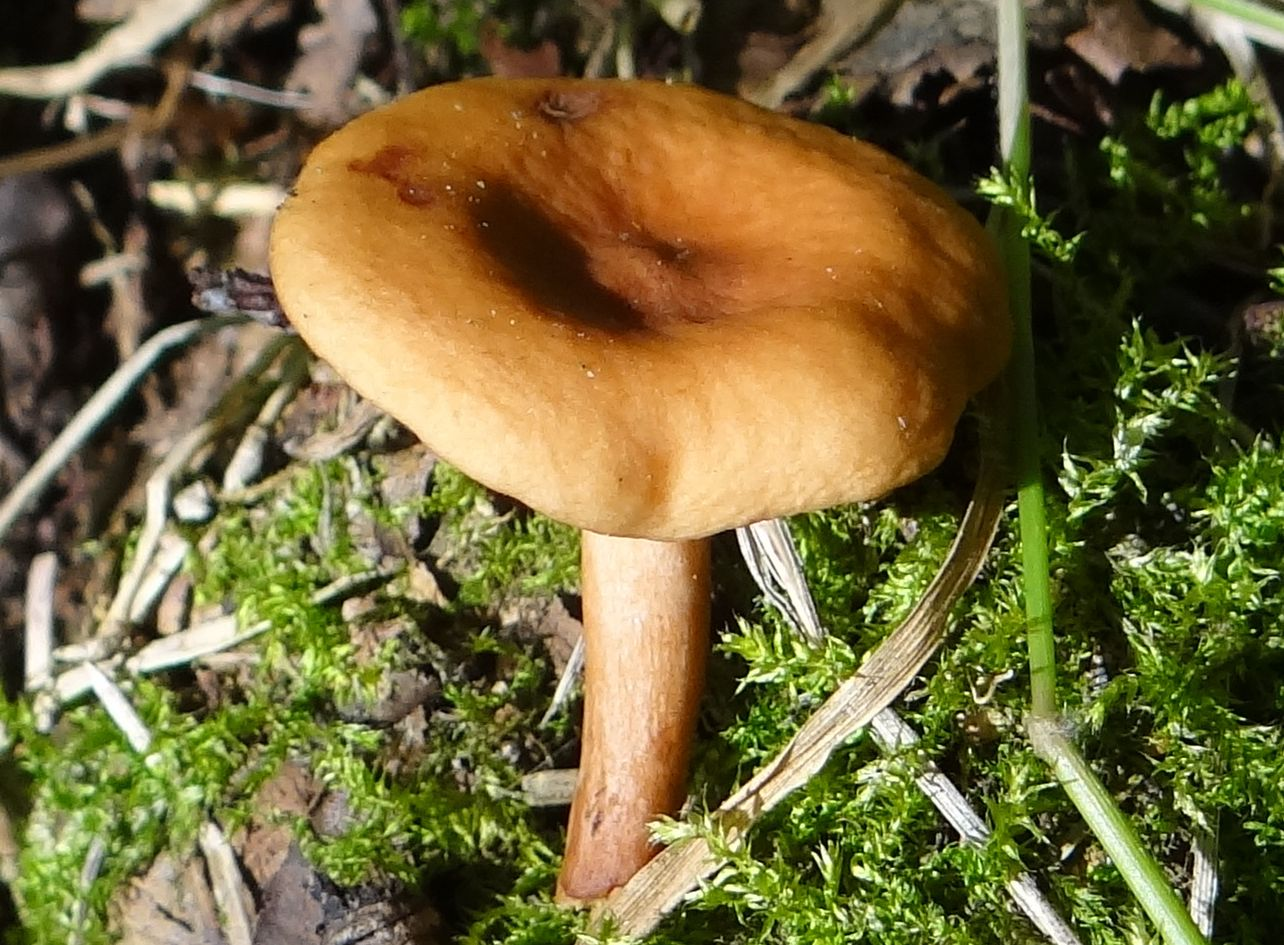
Mleczaj bukowy
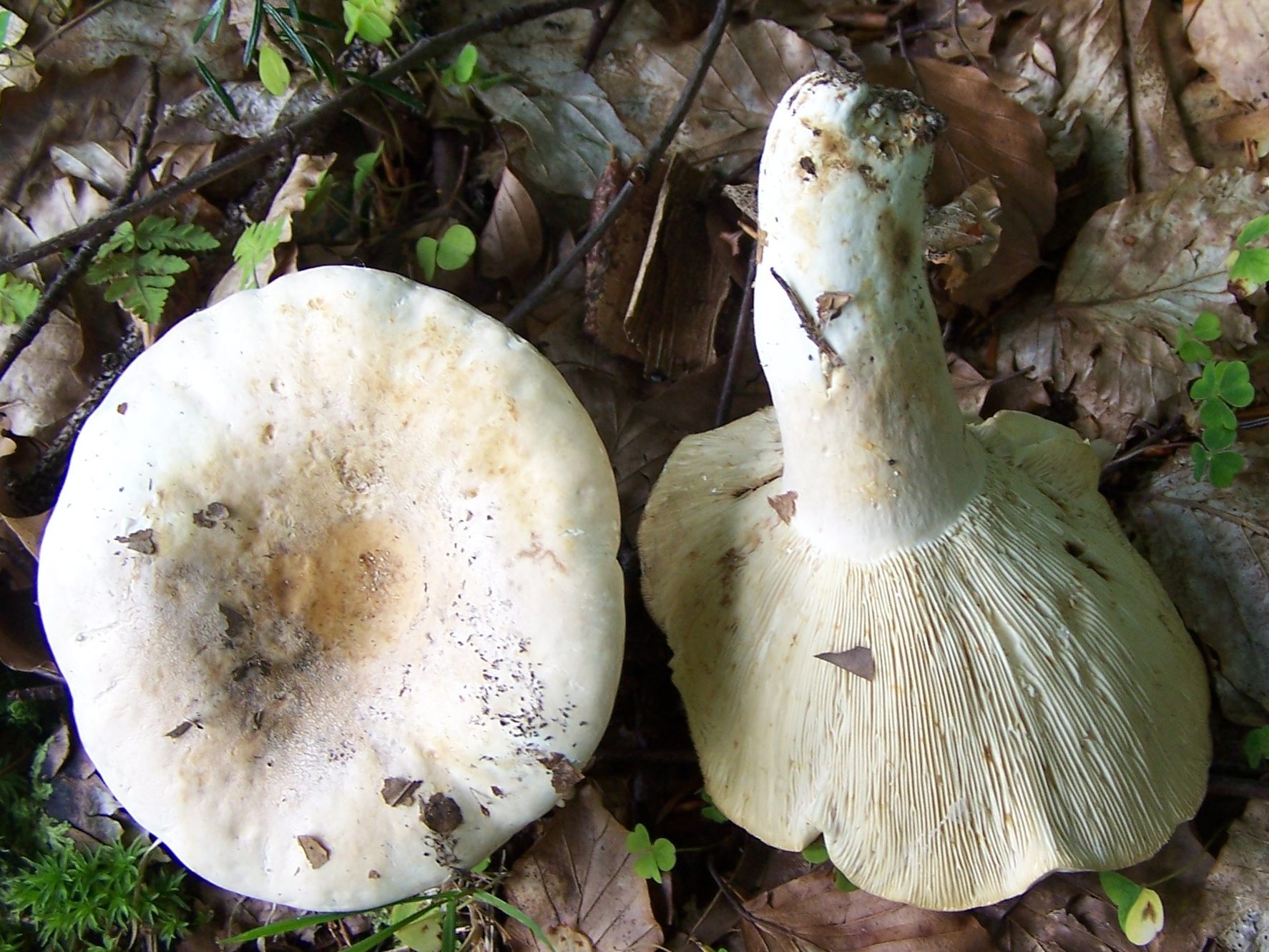
Mleczaj chrząstka
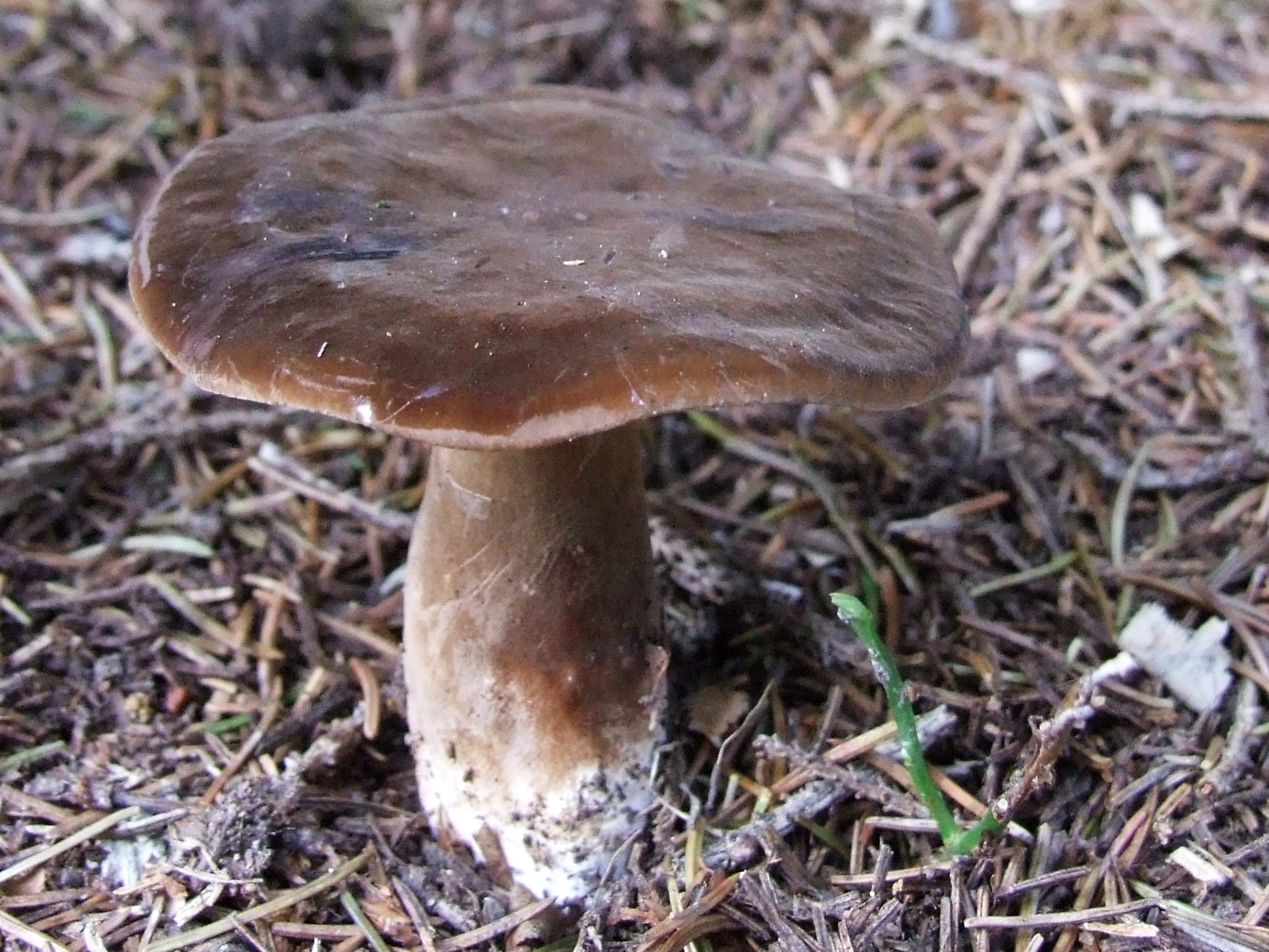
Mleczaj ciemny
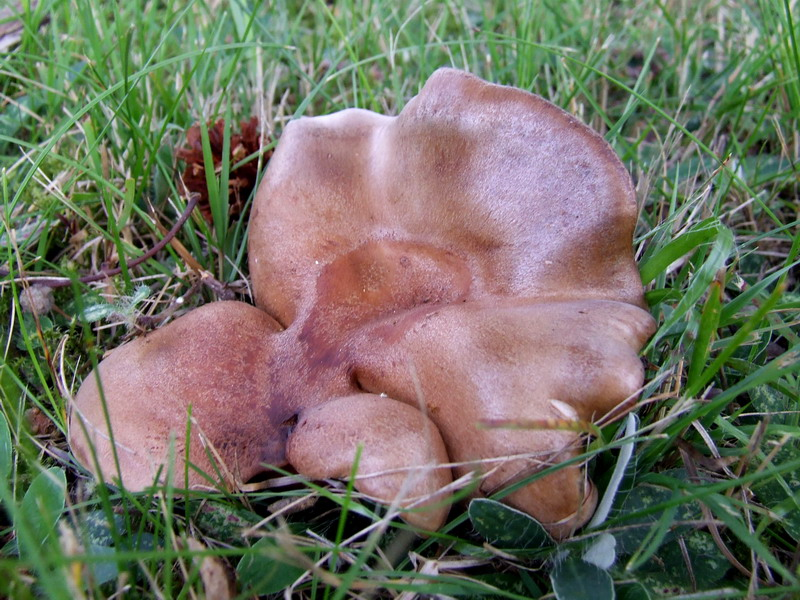
Mleczaj dębowy
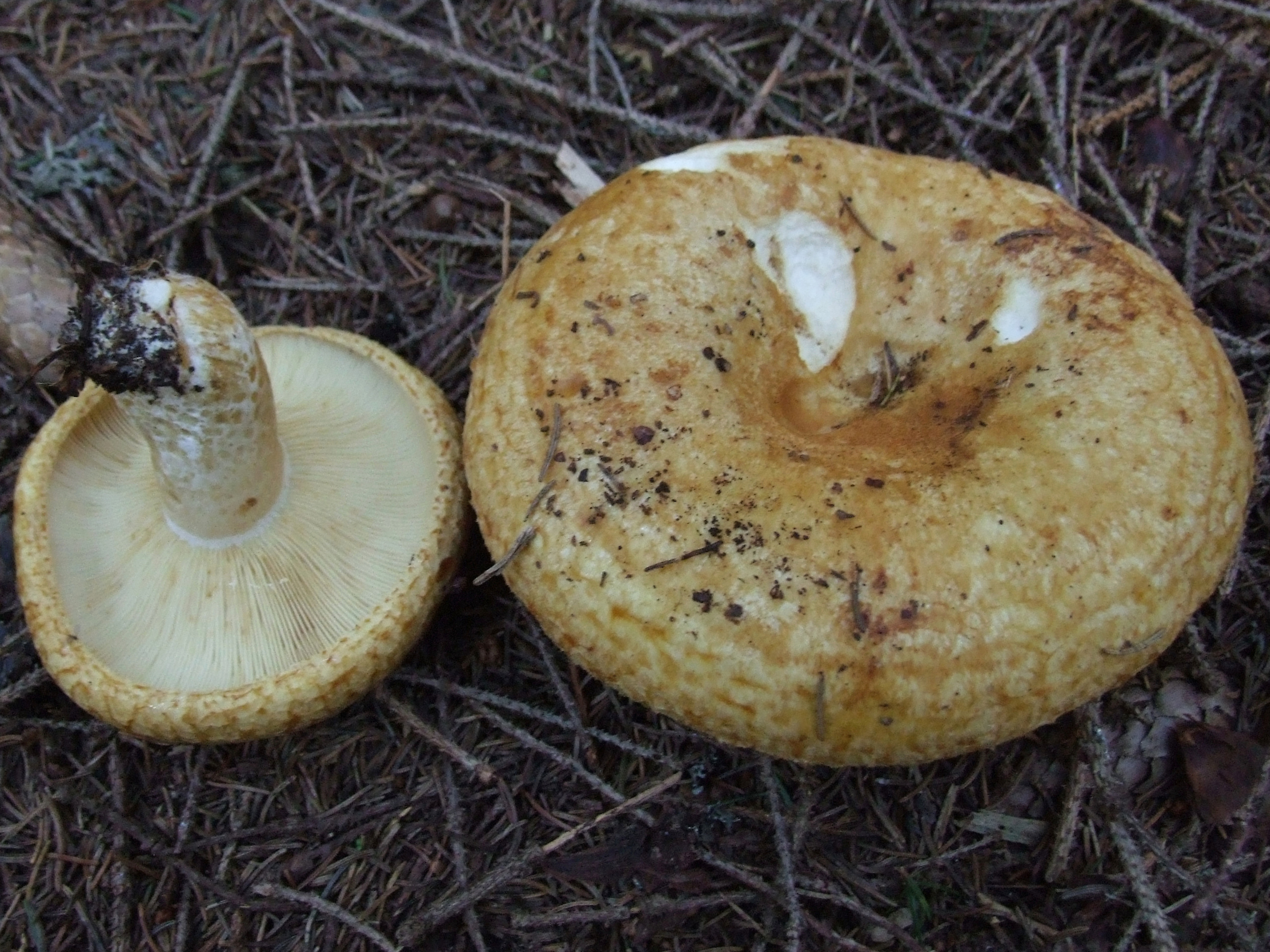
Mleczaj dołkowany
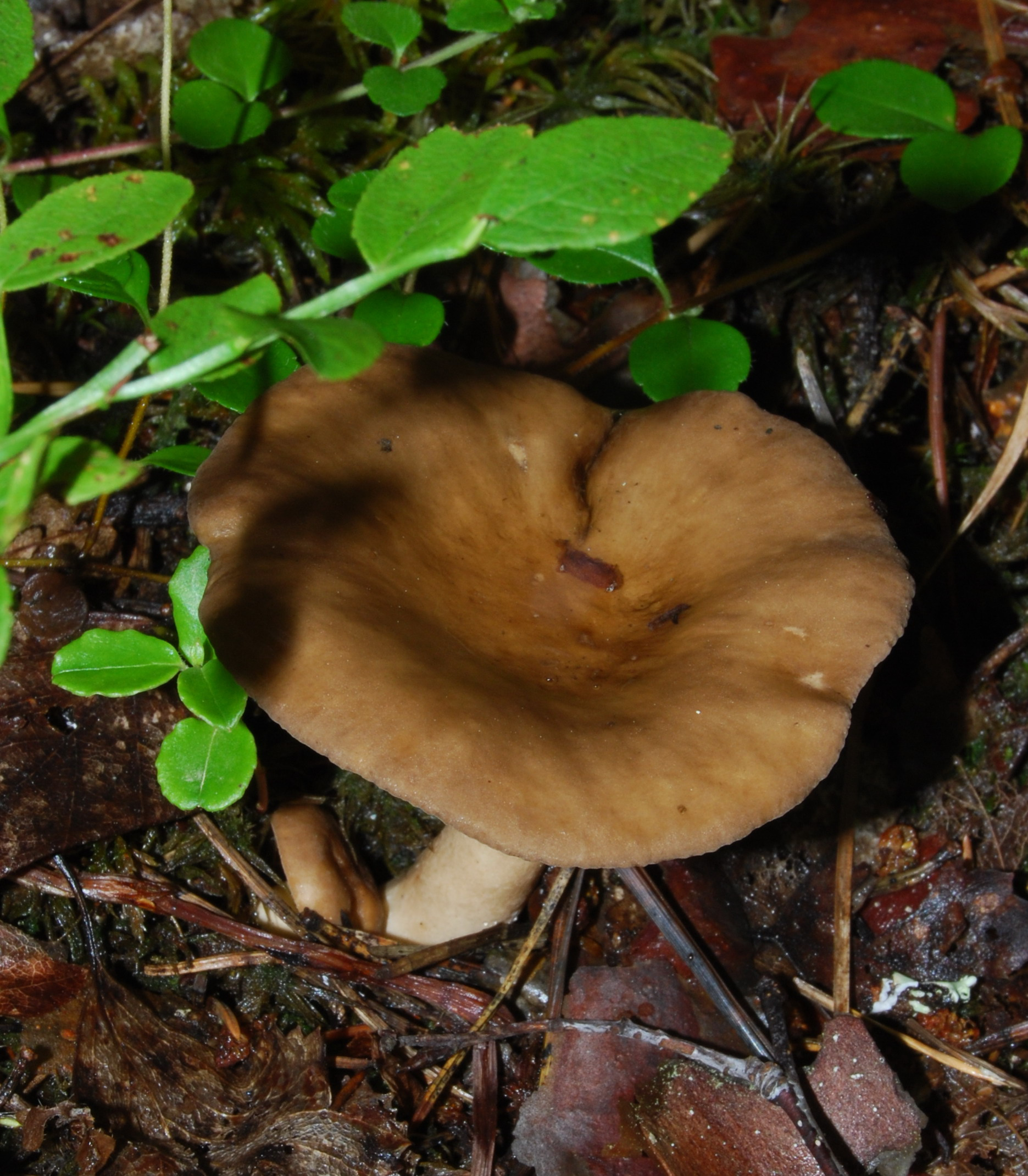
Mleczaj jelonek
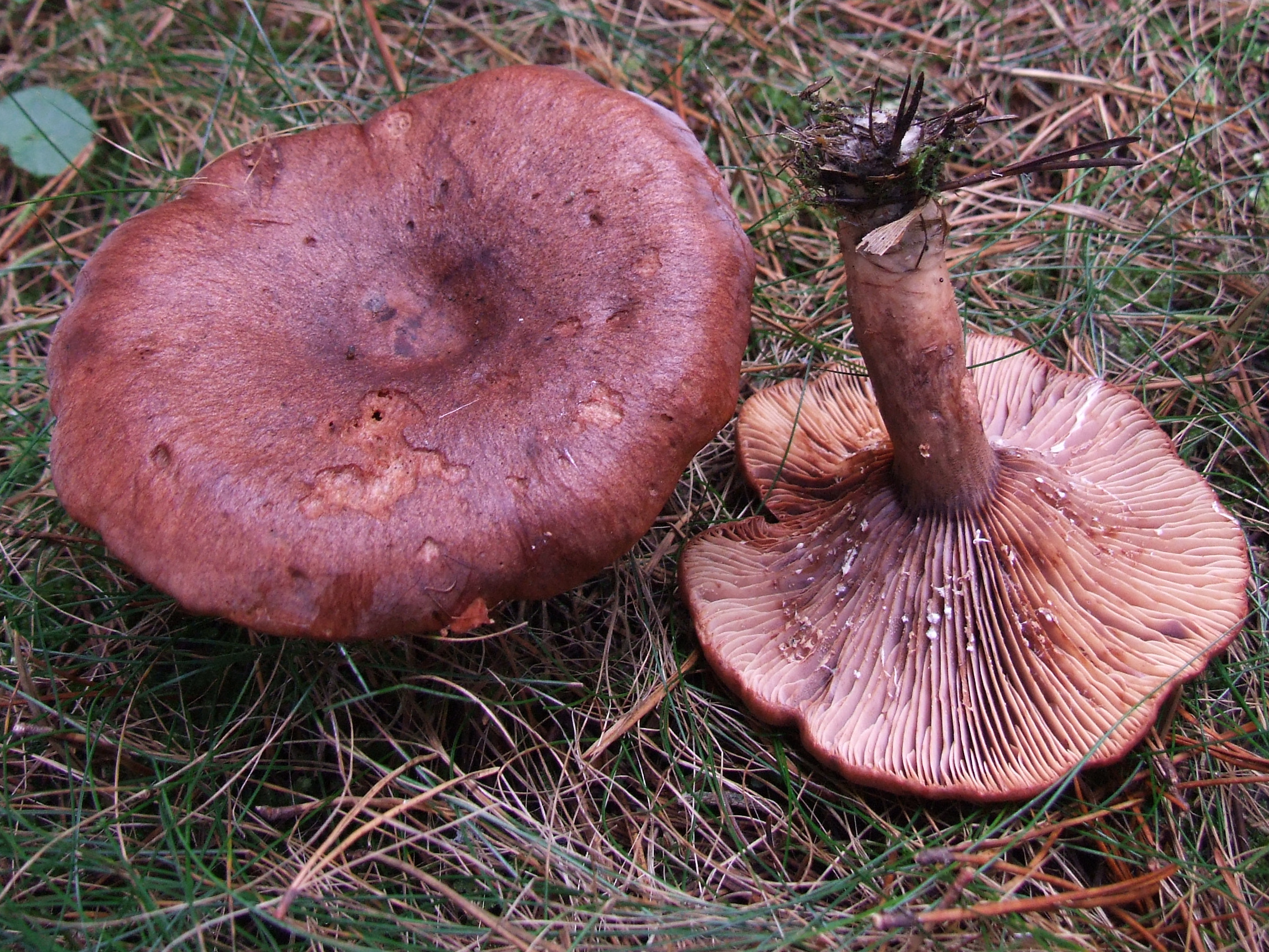
Mleczaj kamforowy
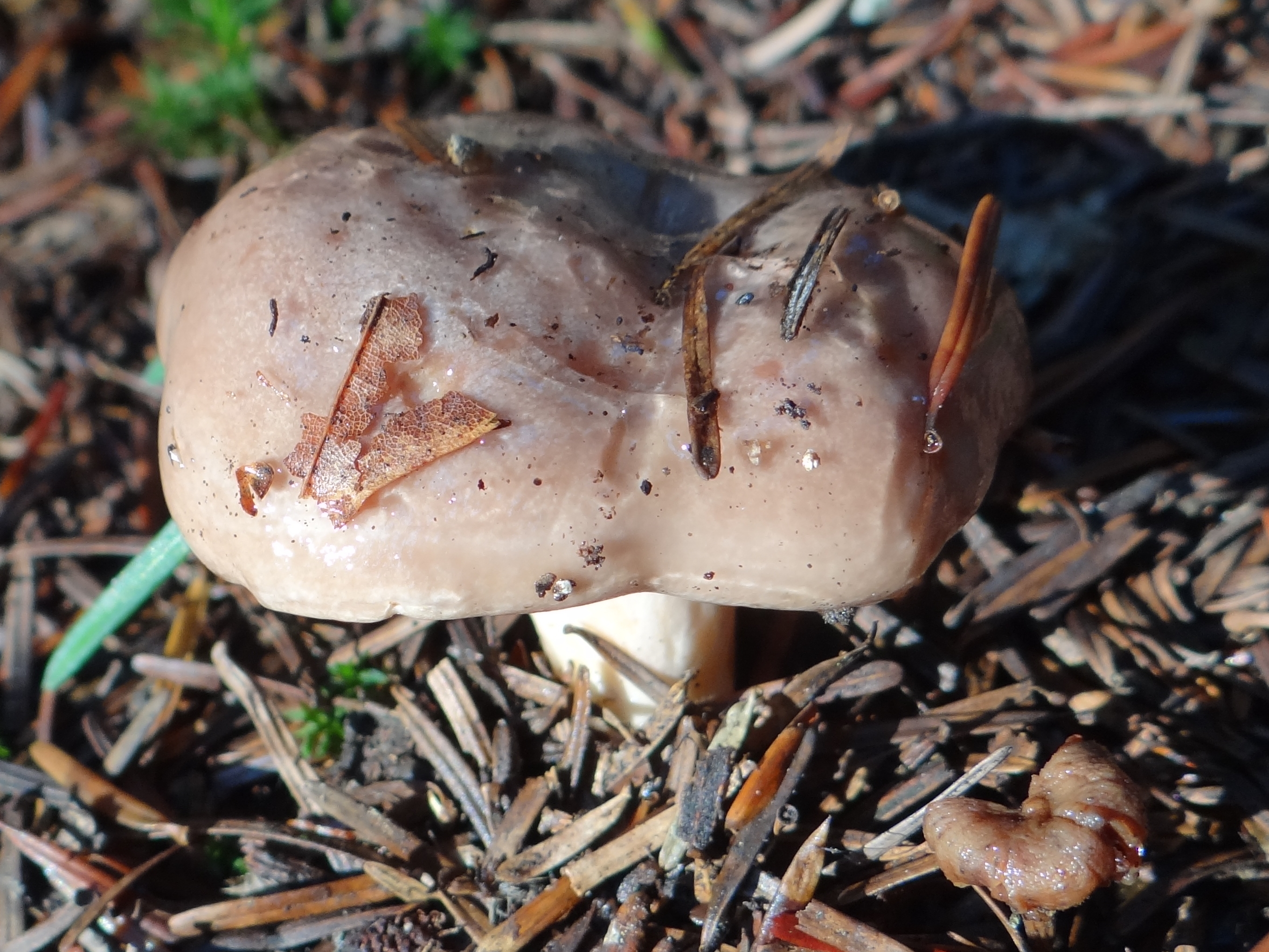
Mleczaj lśniący
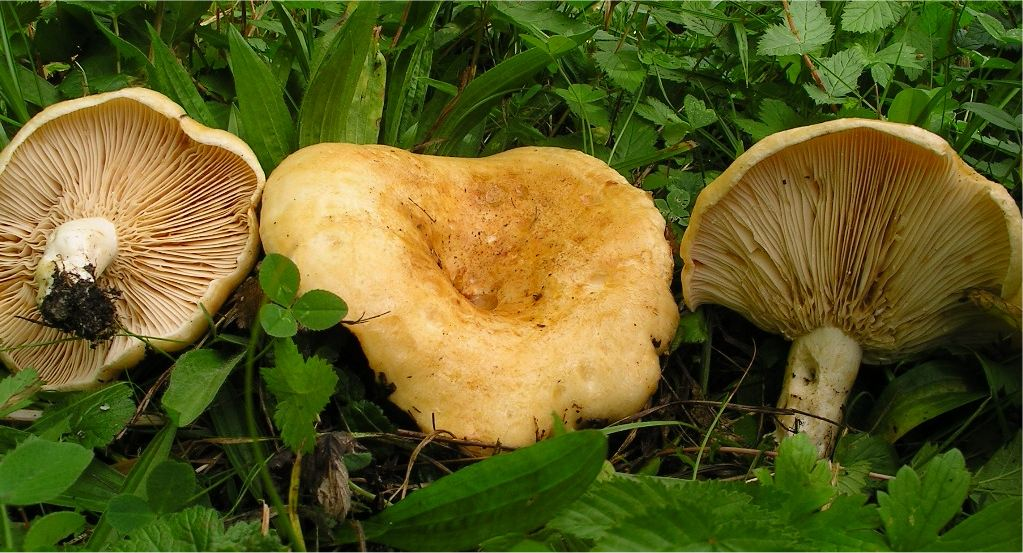
Mleczaj najostrzejszy
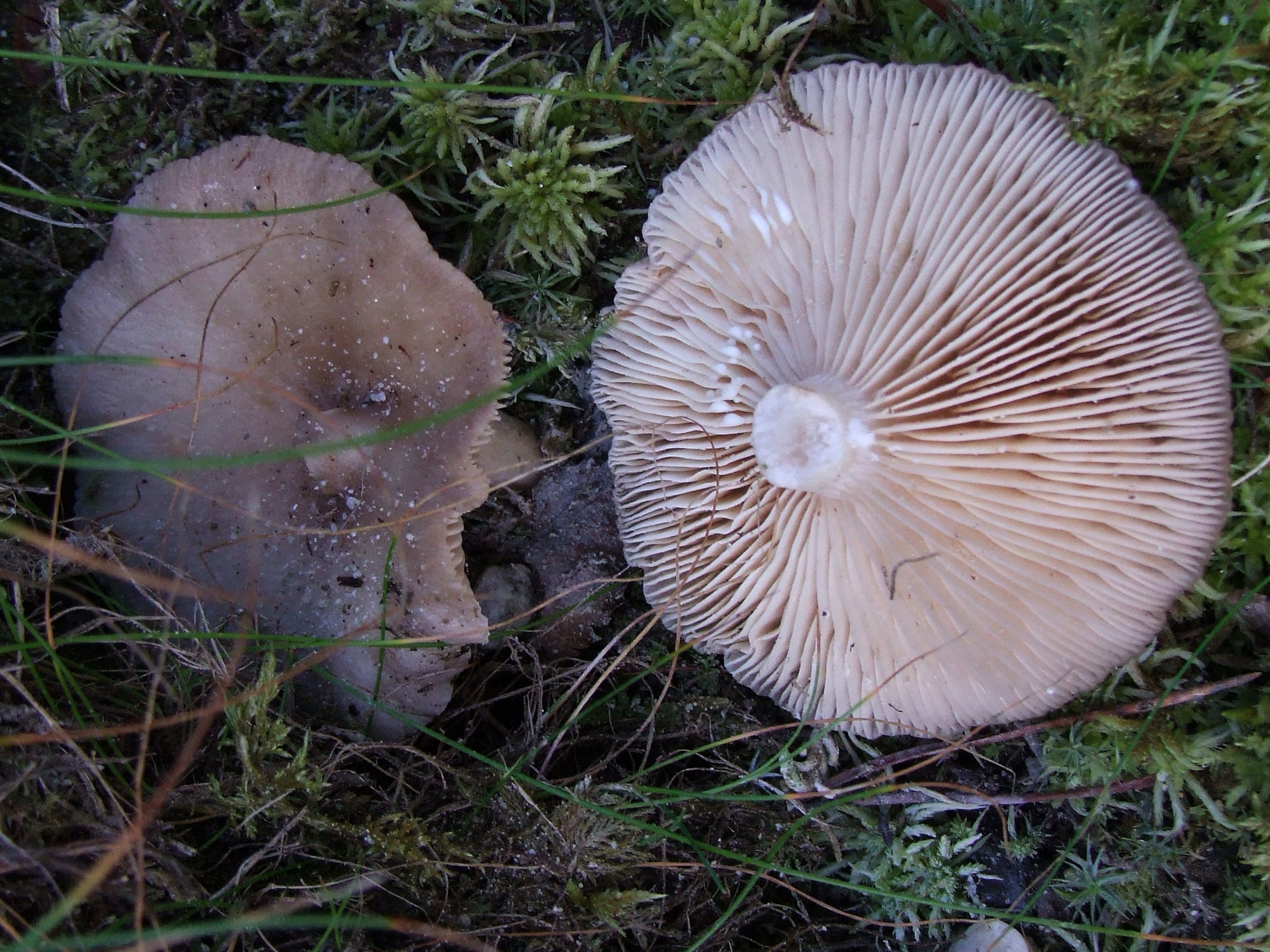
Mleczaj niebieskawy
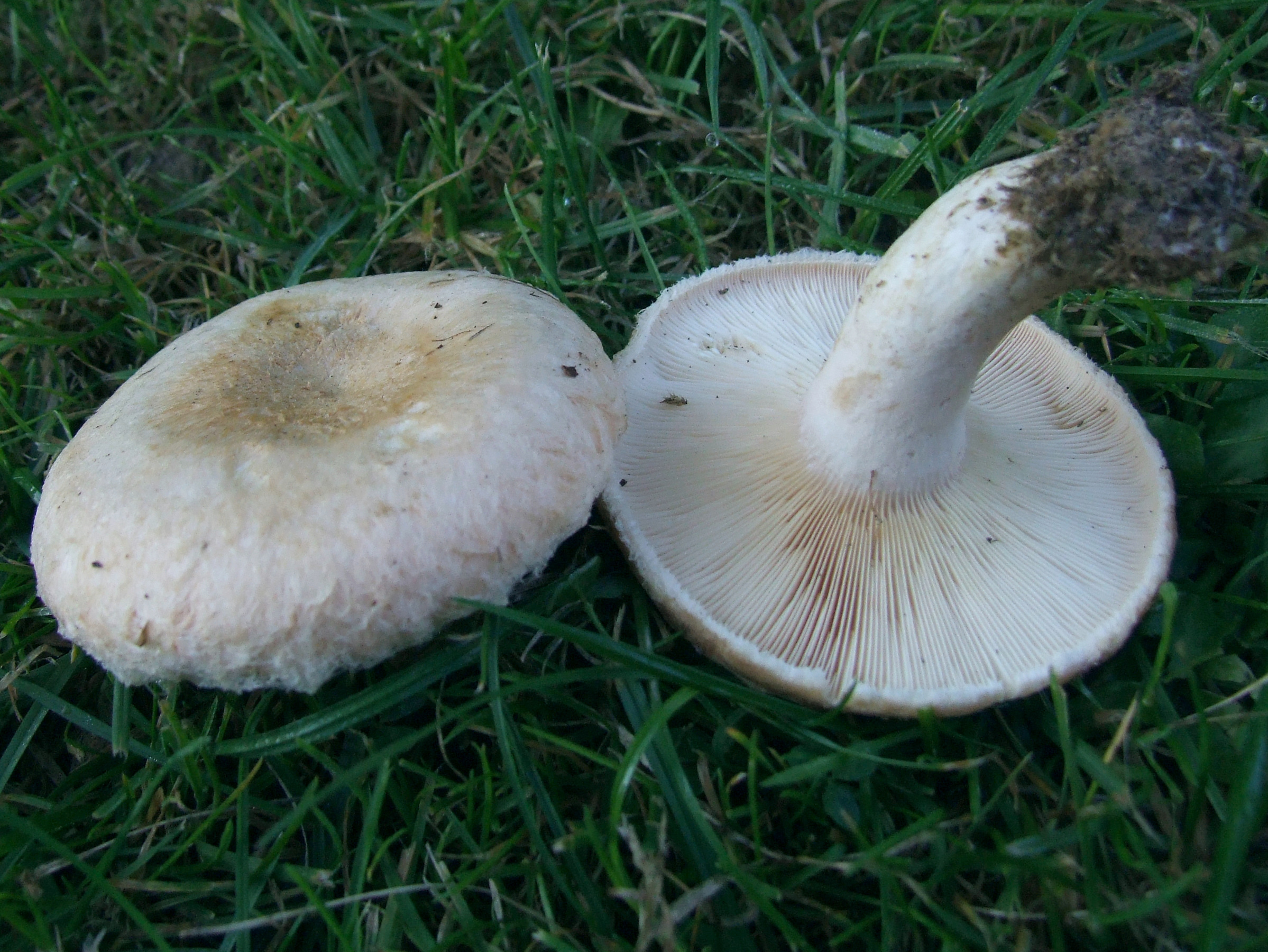
Mleczaj omszony
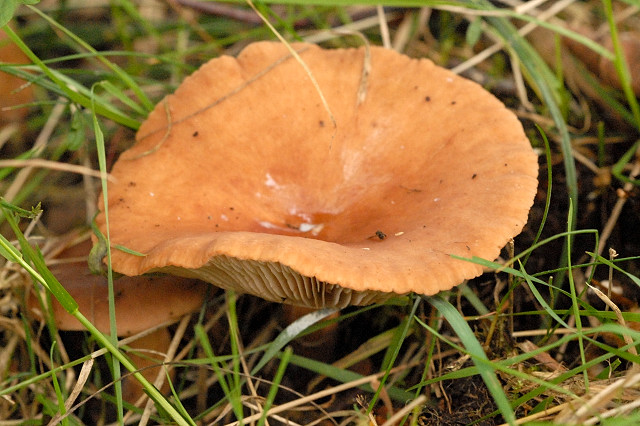
Mleczaj ostry
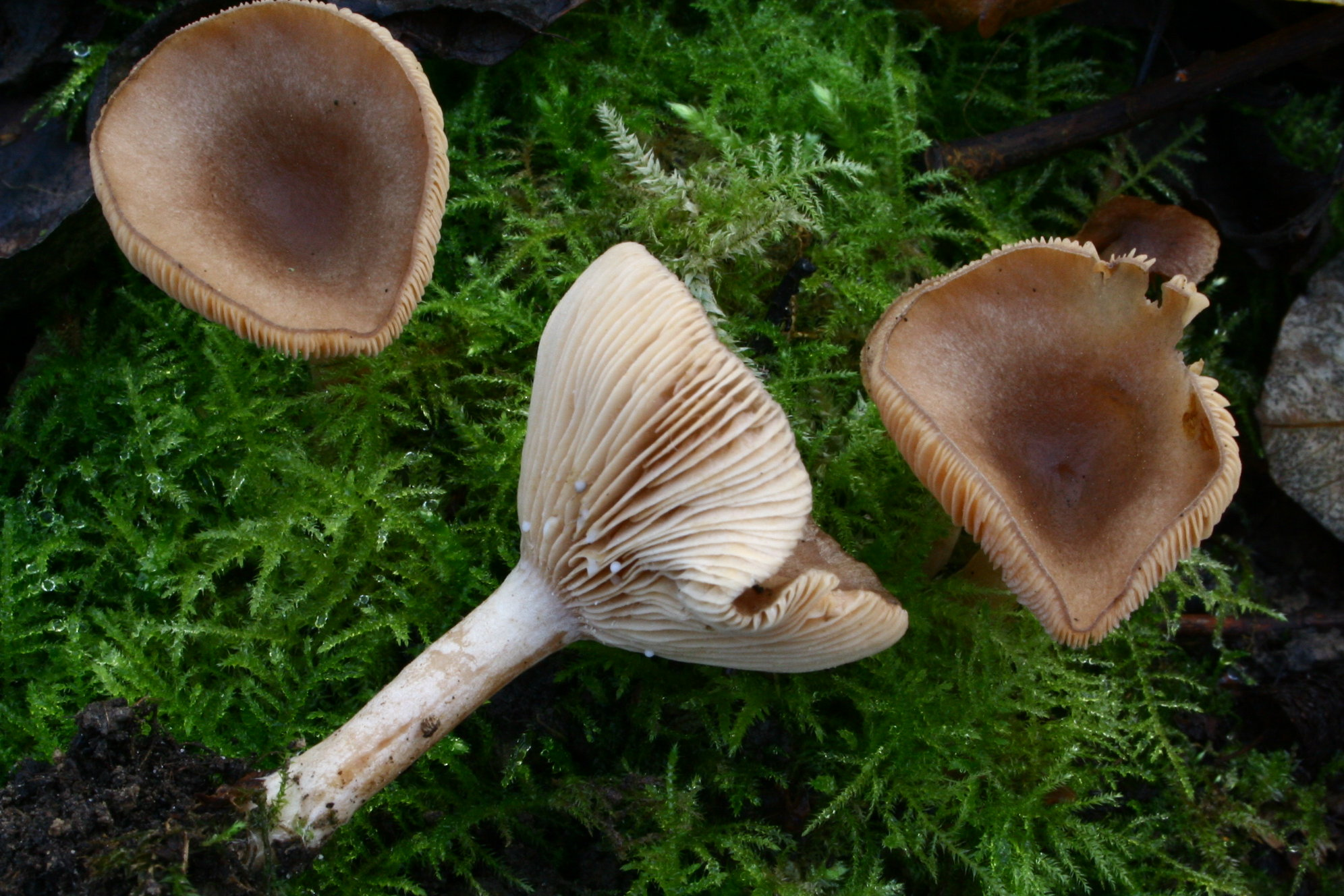
Mleczaj pachnący
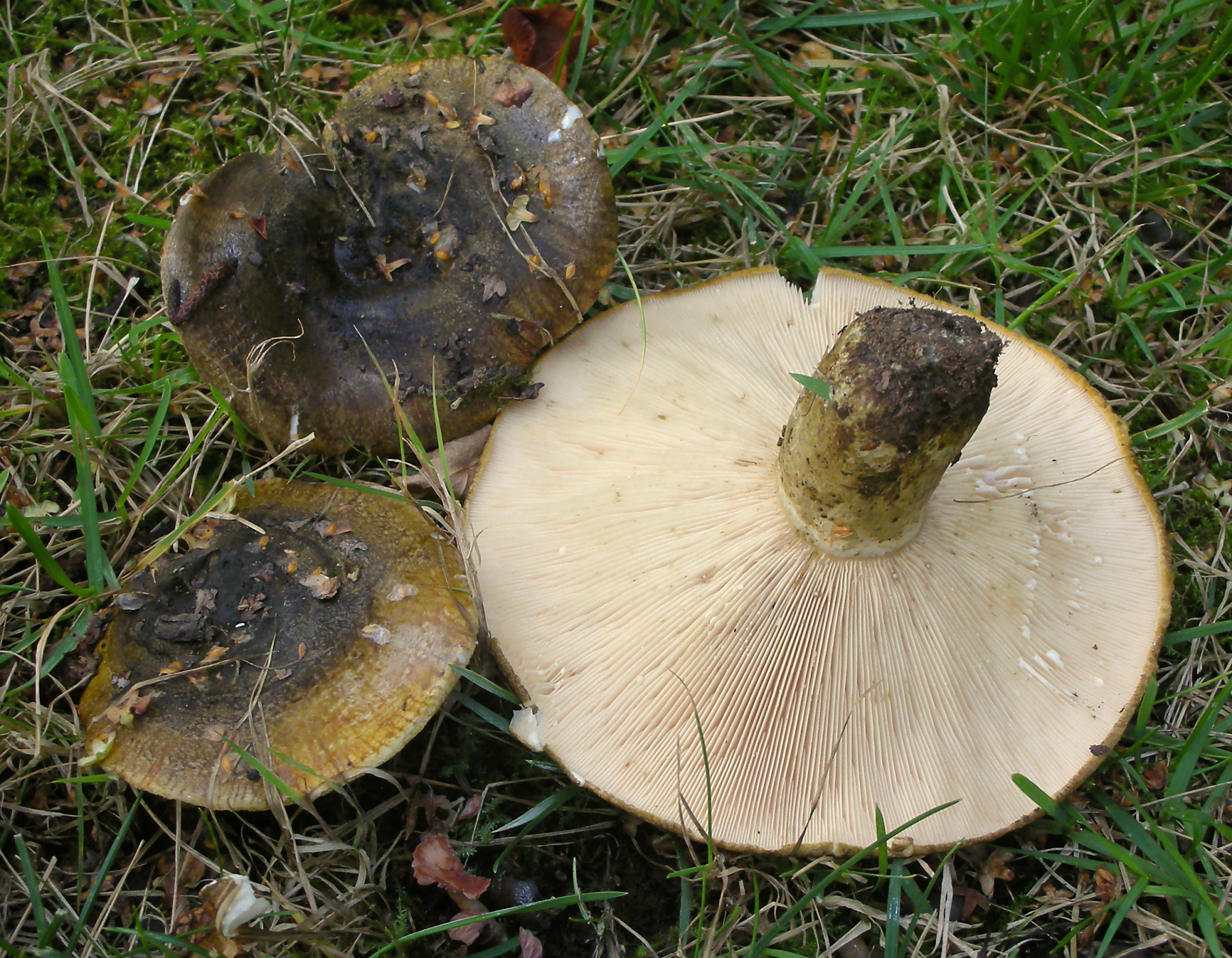
Mleczaj paskudnik
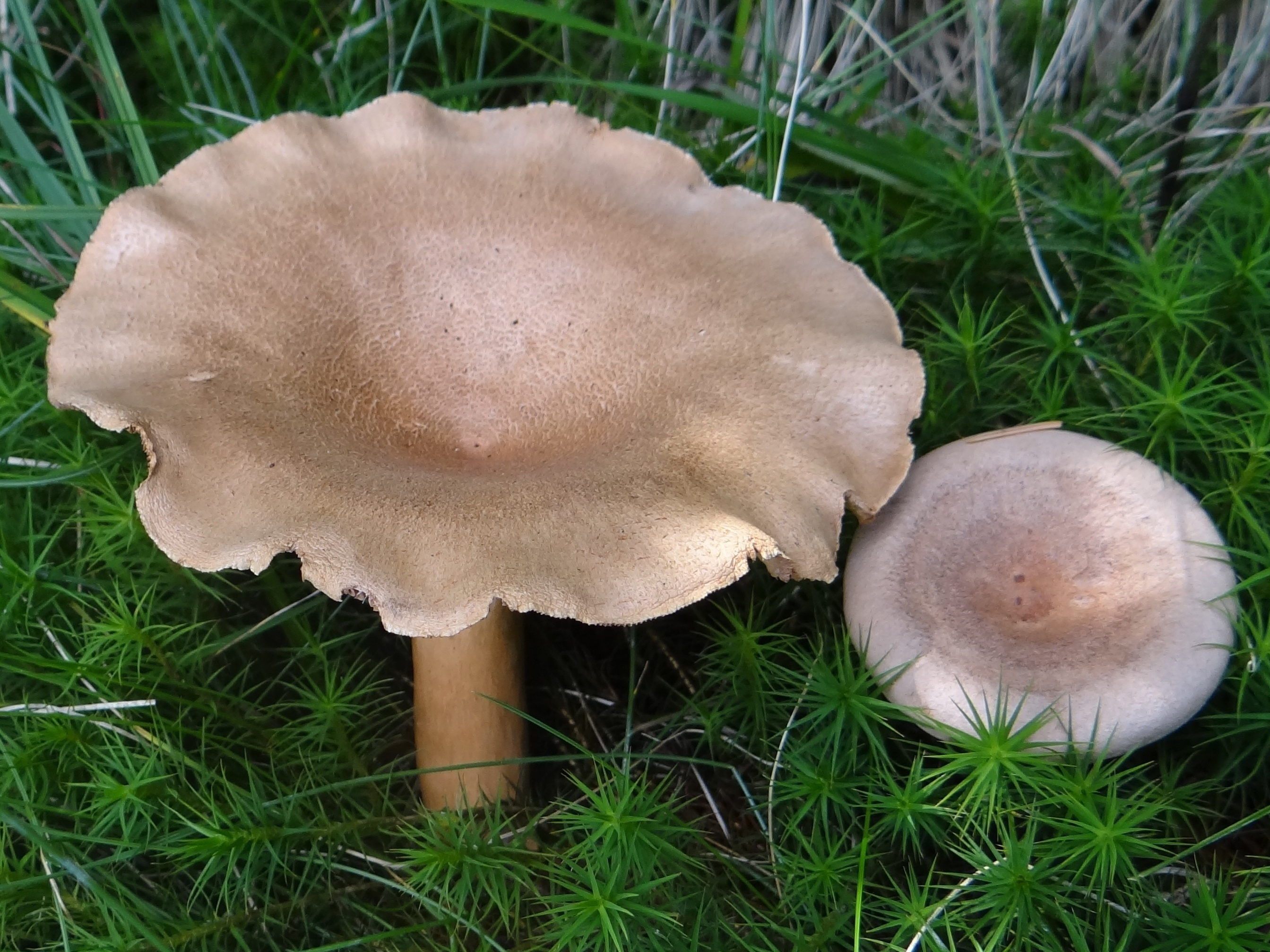
Mleczaj płowy
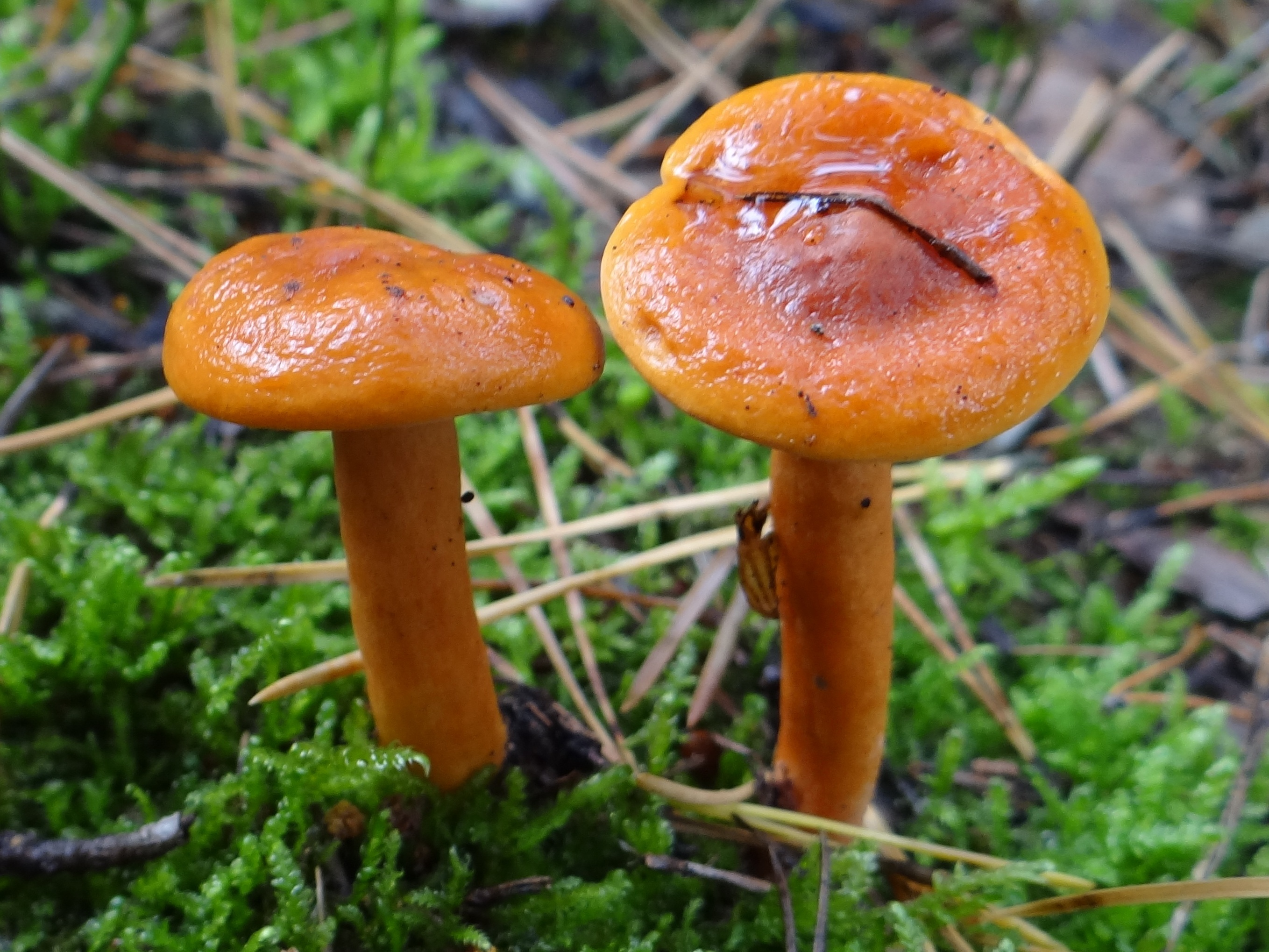
Mleczaj pomarańczowy
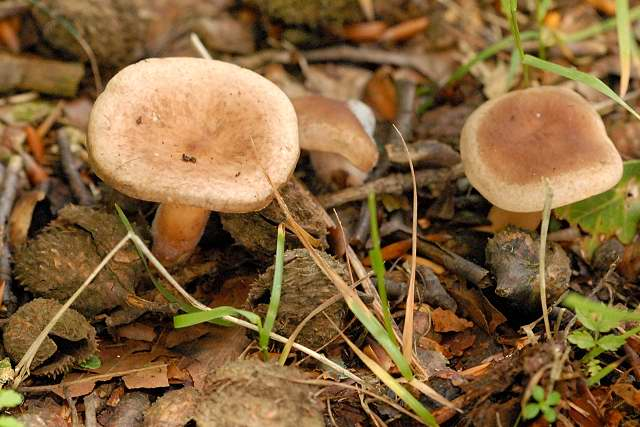
Mleczaj pomarszczony
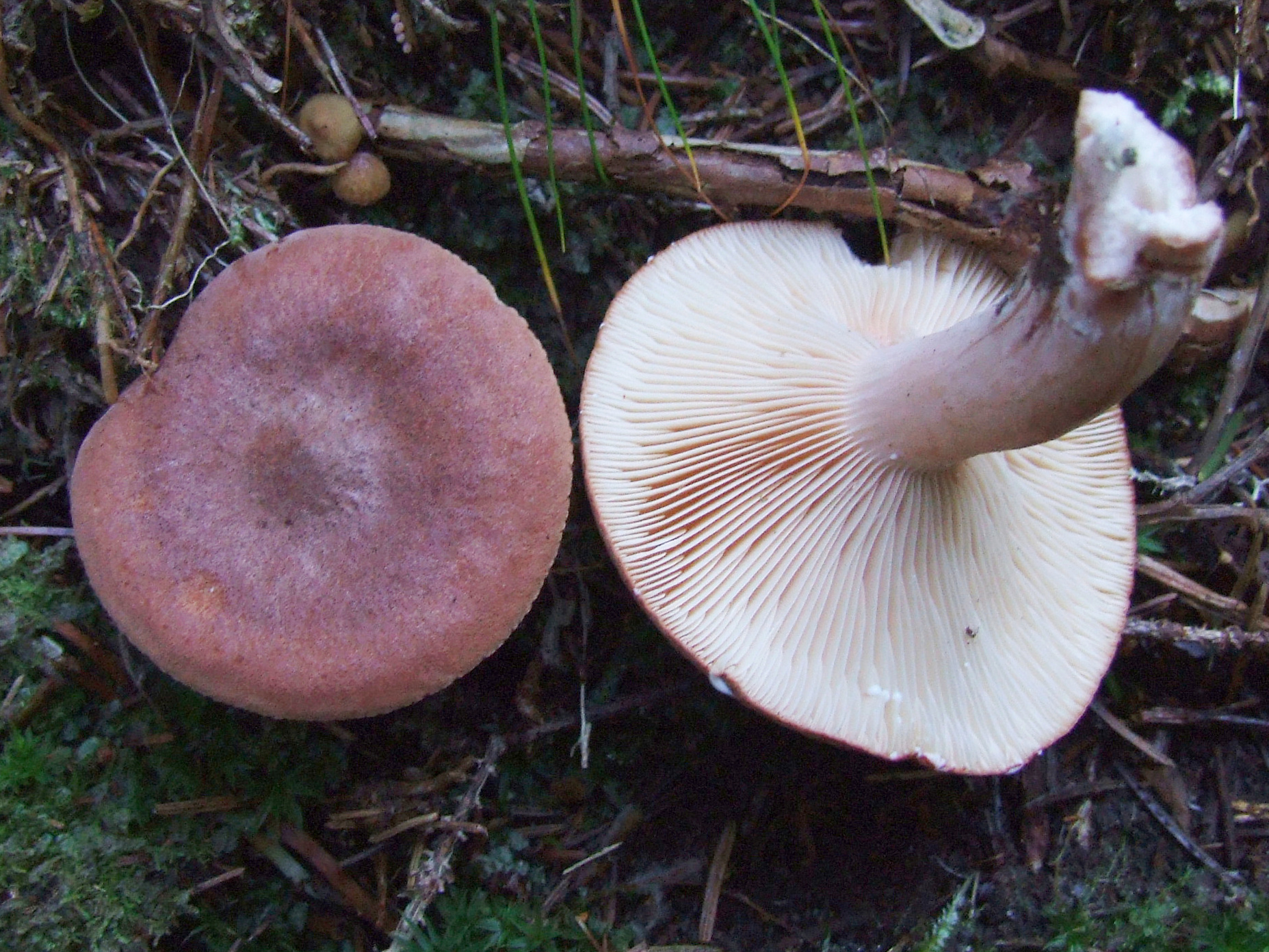
Mleczaj rudy
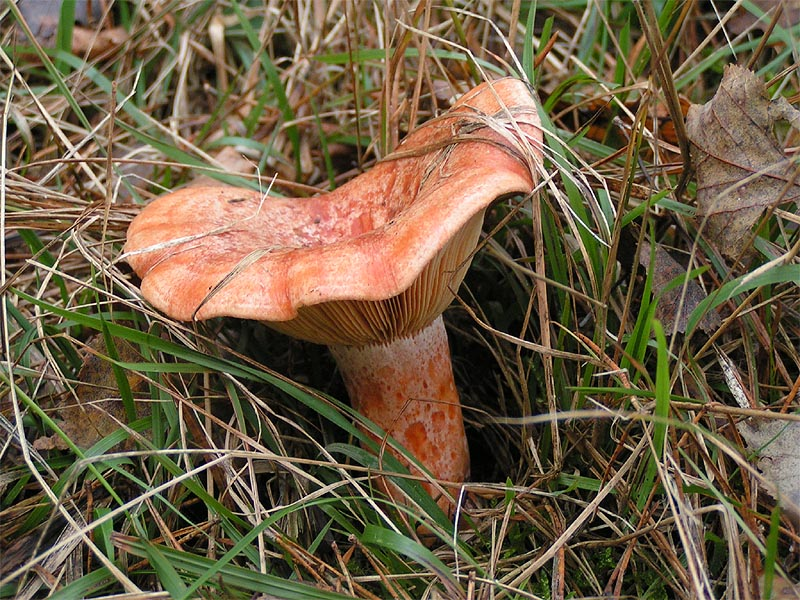
Mleczaj rydz
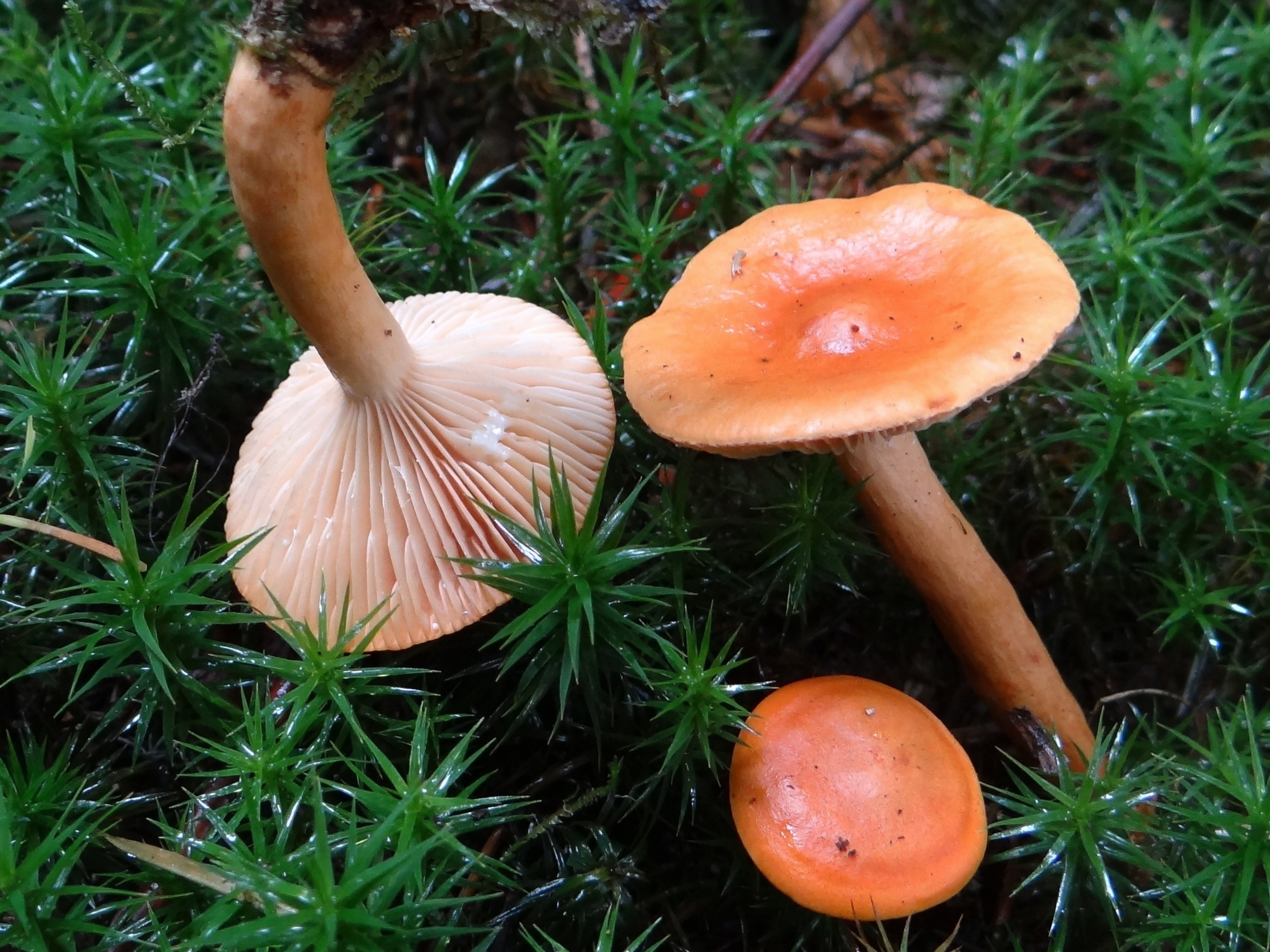
Mleczaj siarkowy
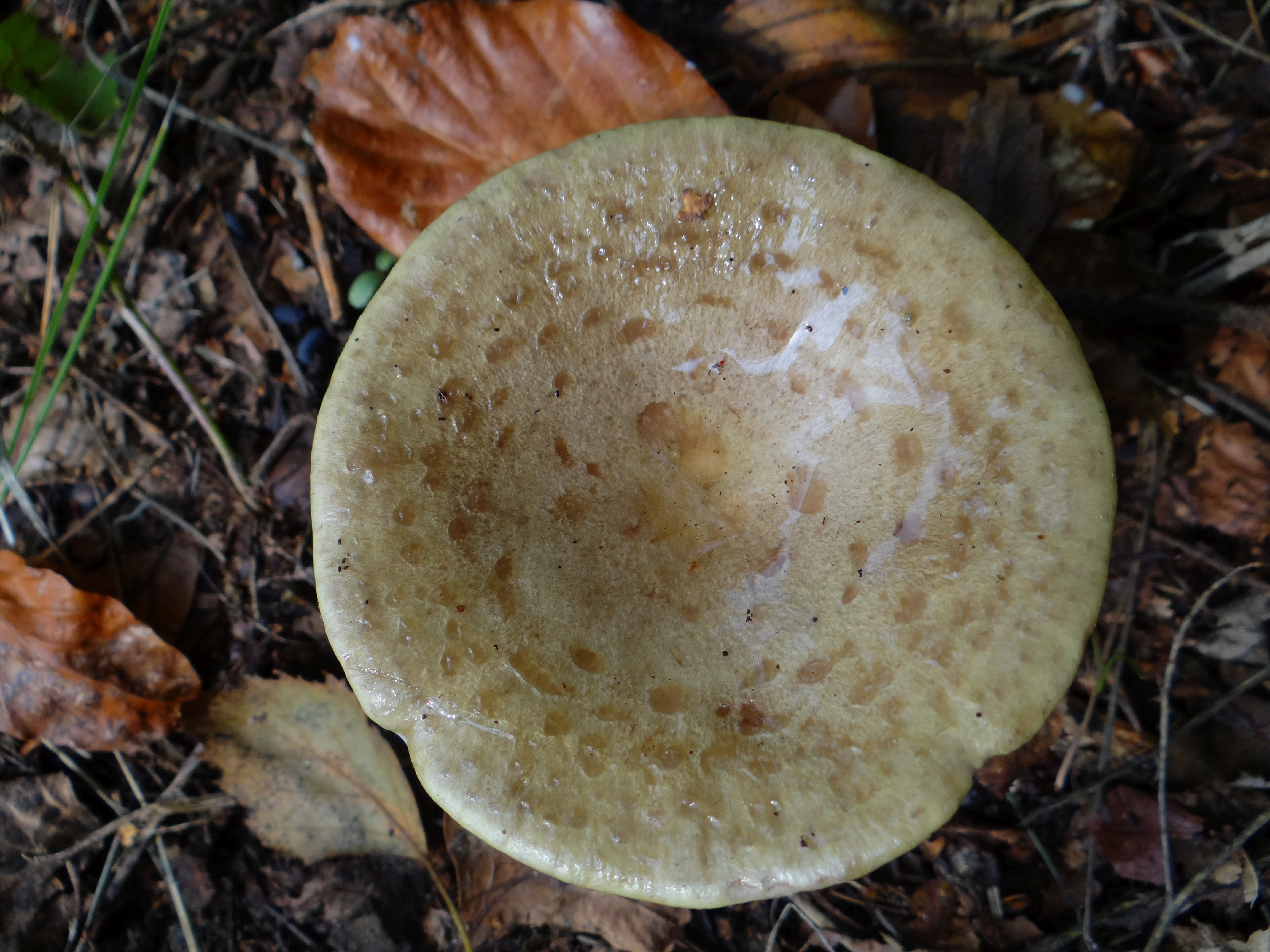
Mleczaj śluzowaty
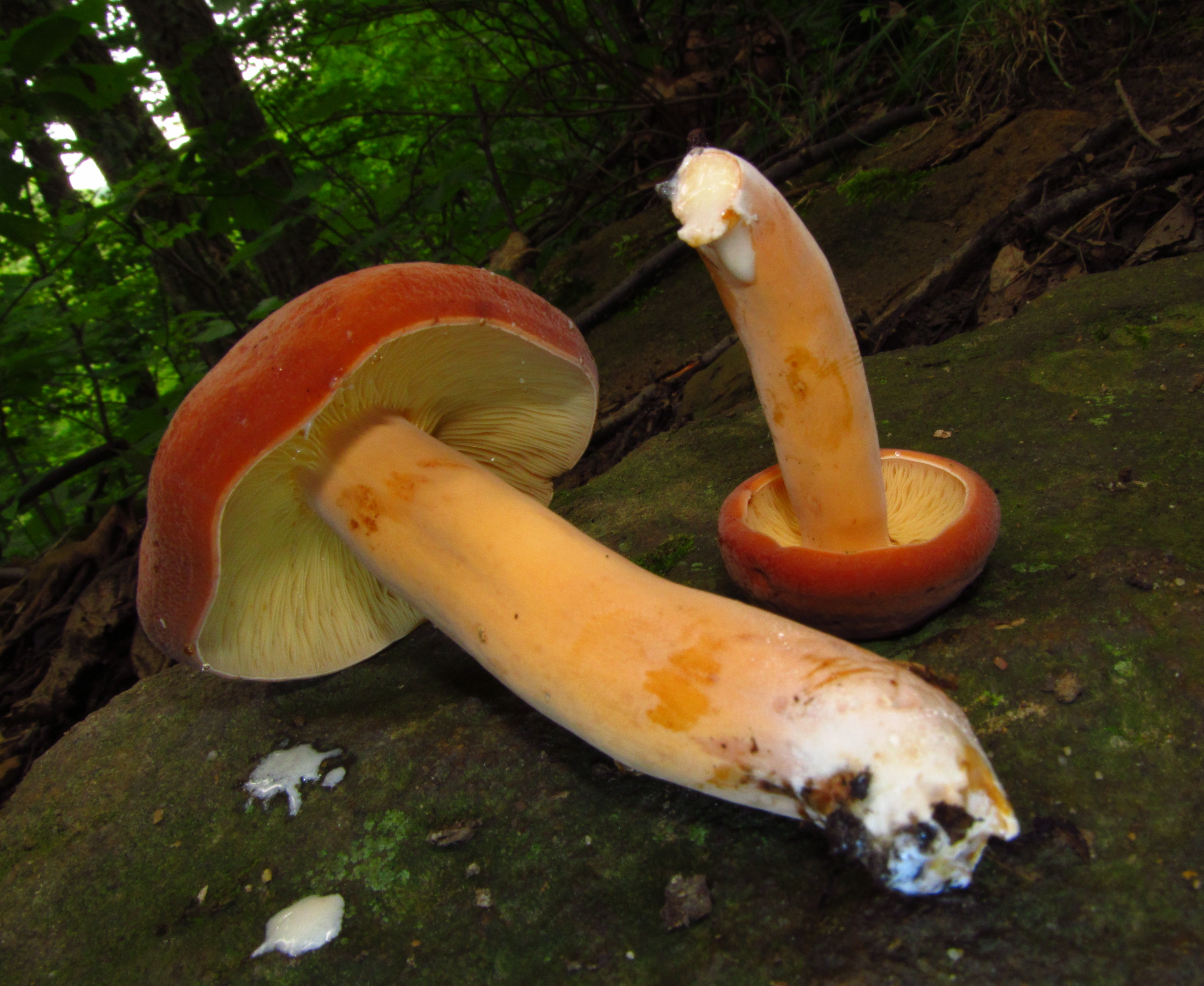
Mleczaj smaczny
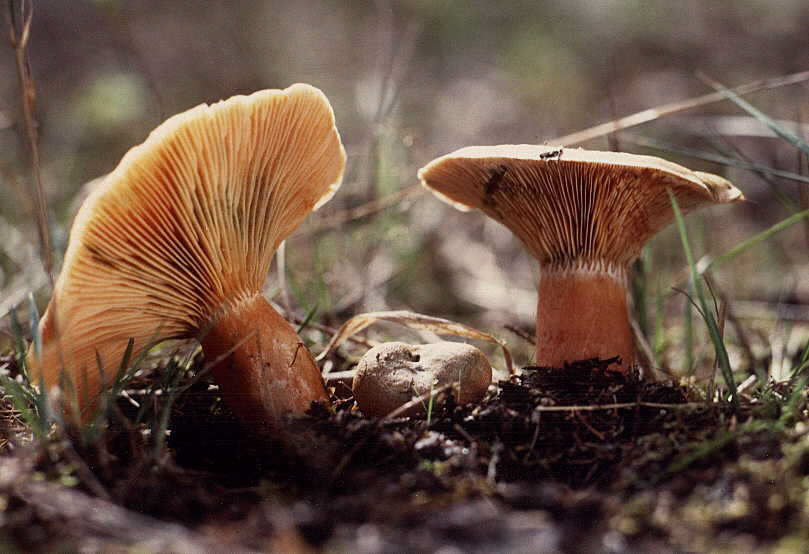
Mleczaj świerkowy
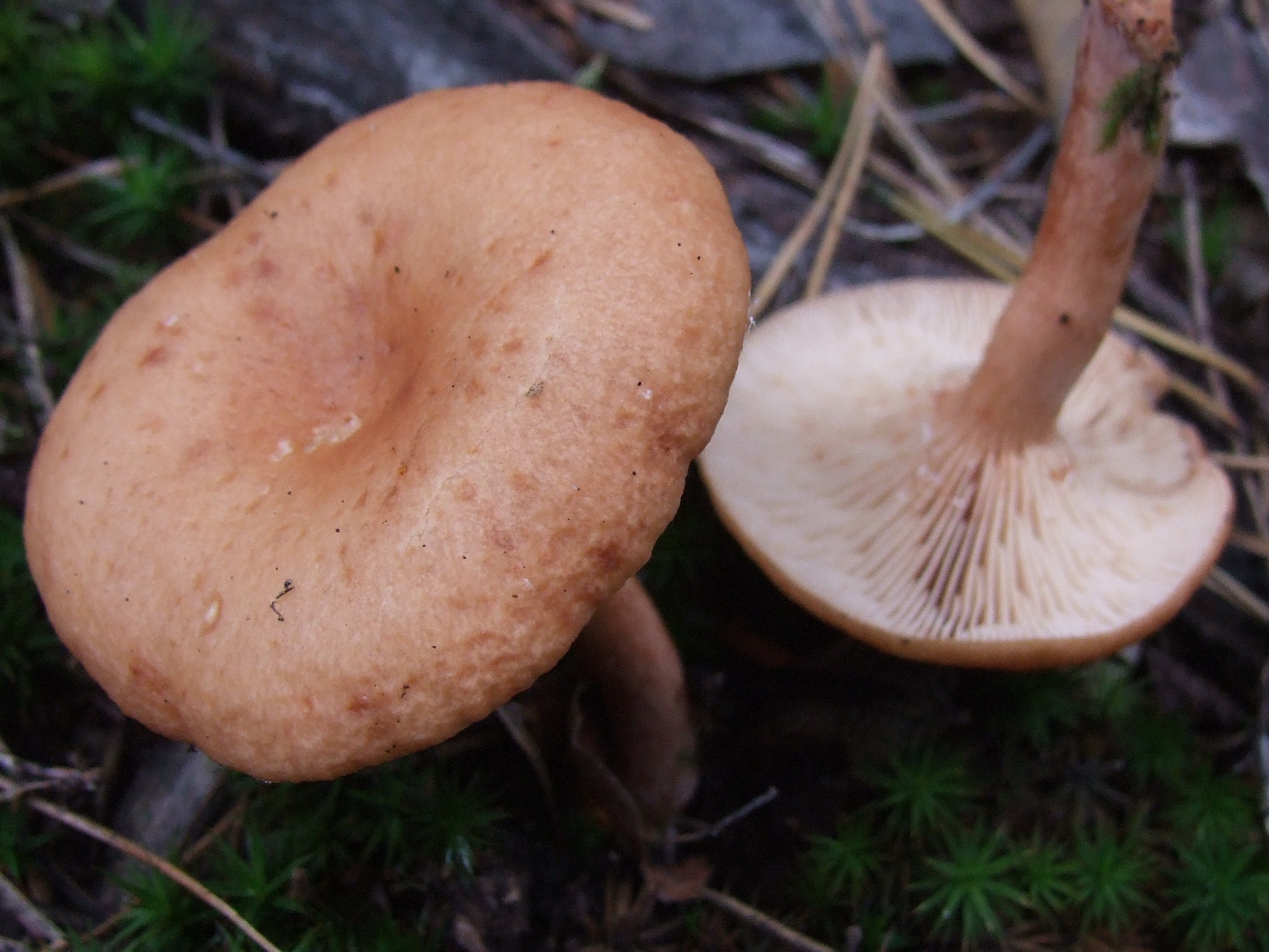
Mleczaj szaroplamisty
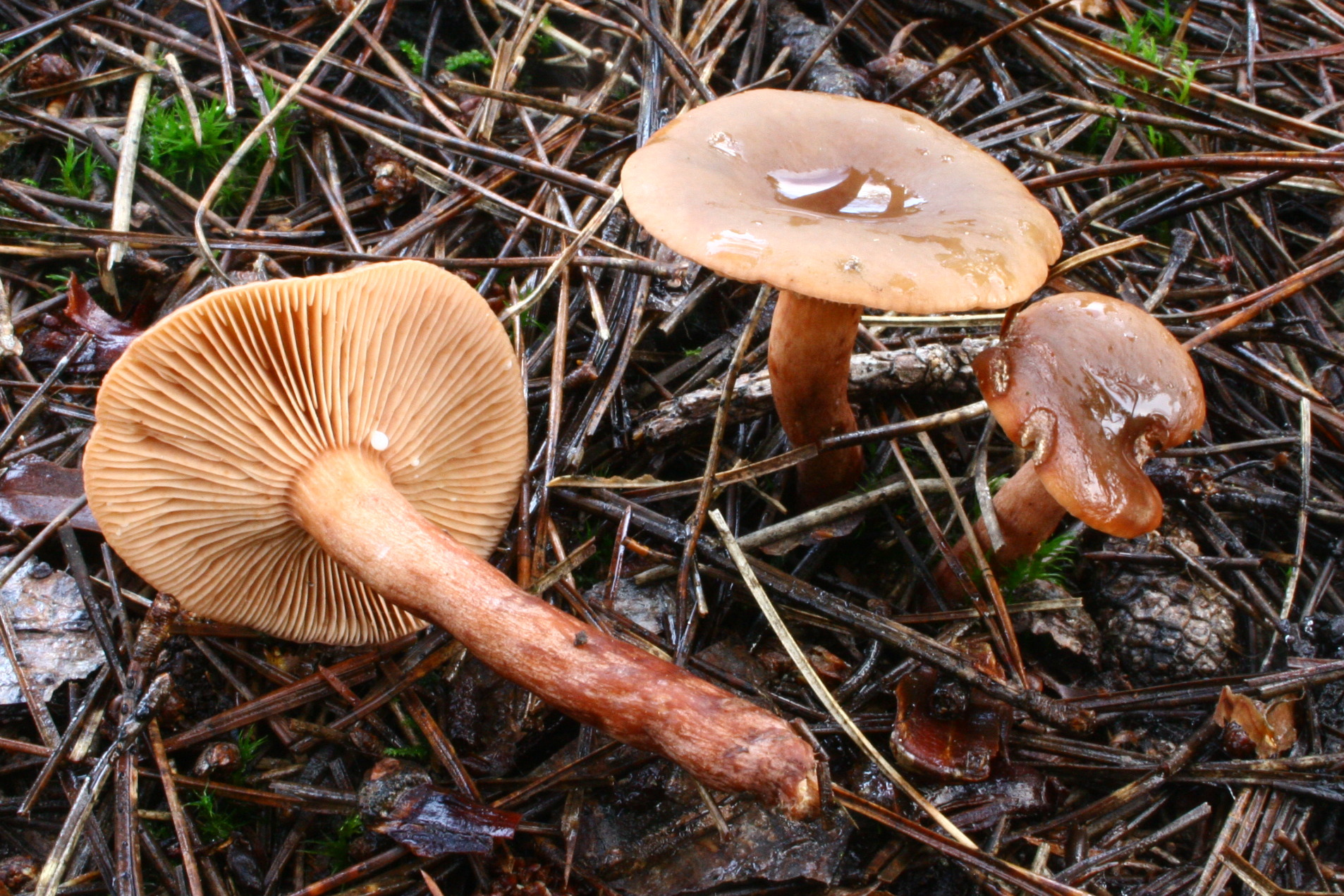
Mleczaj wątrobowy
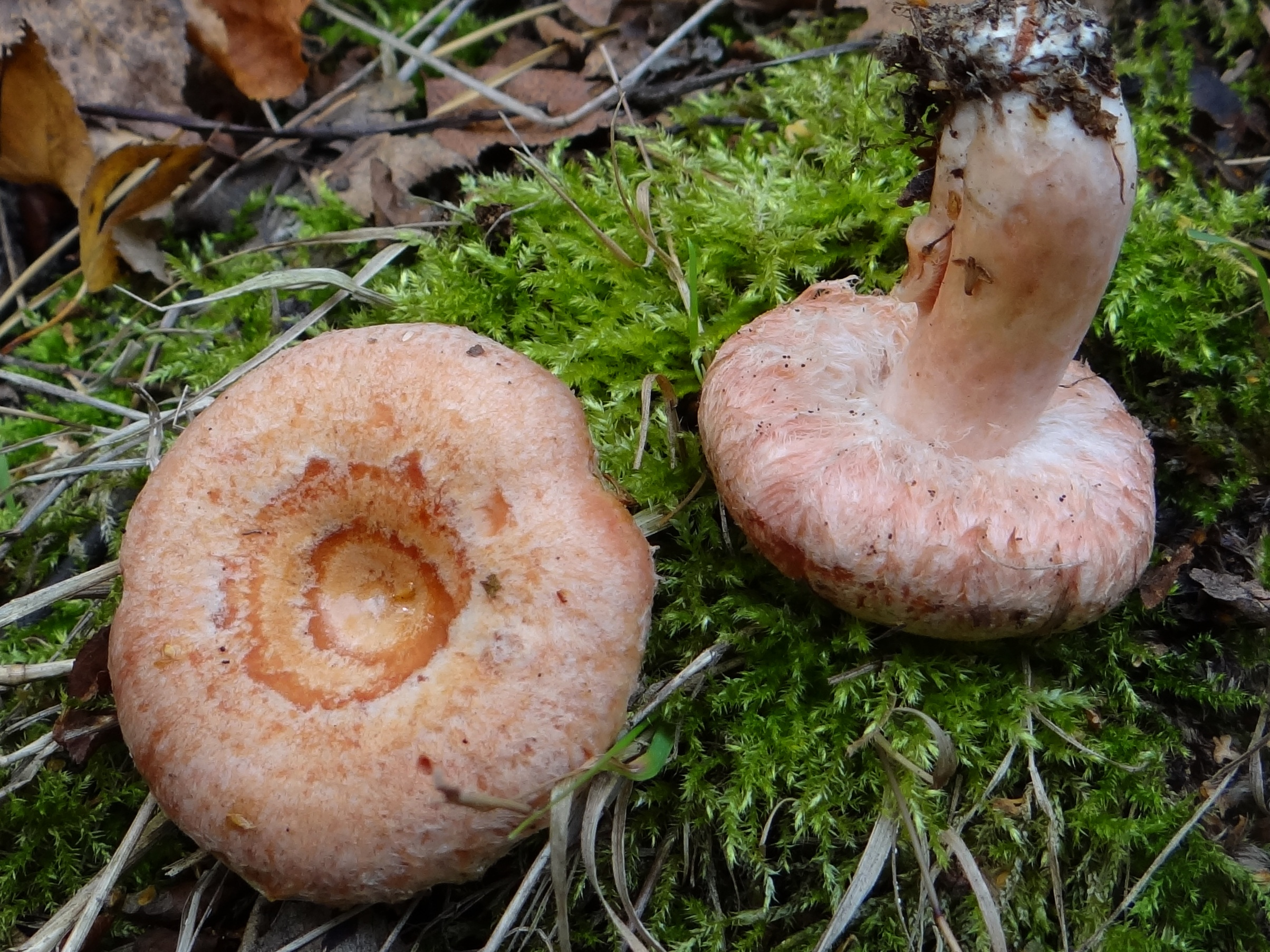
Mleczaj wełnianka
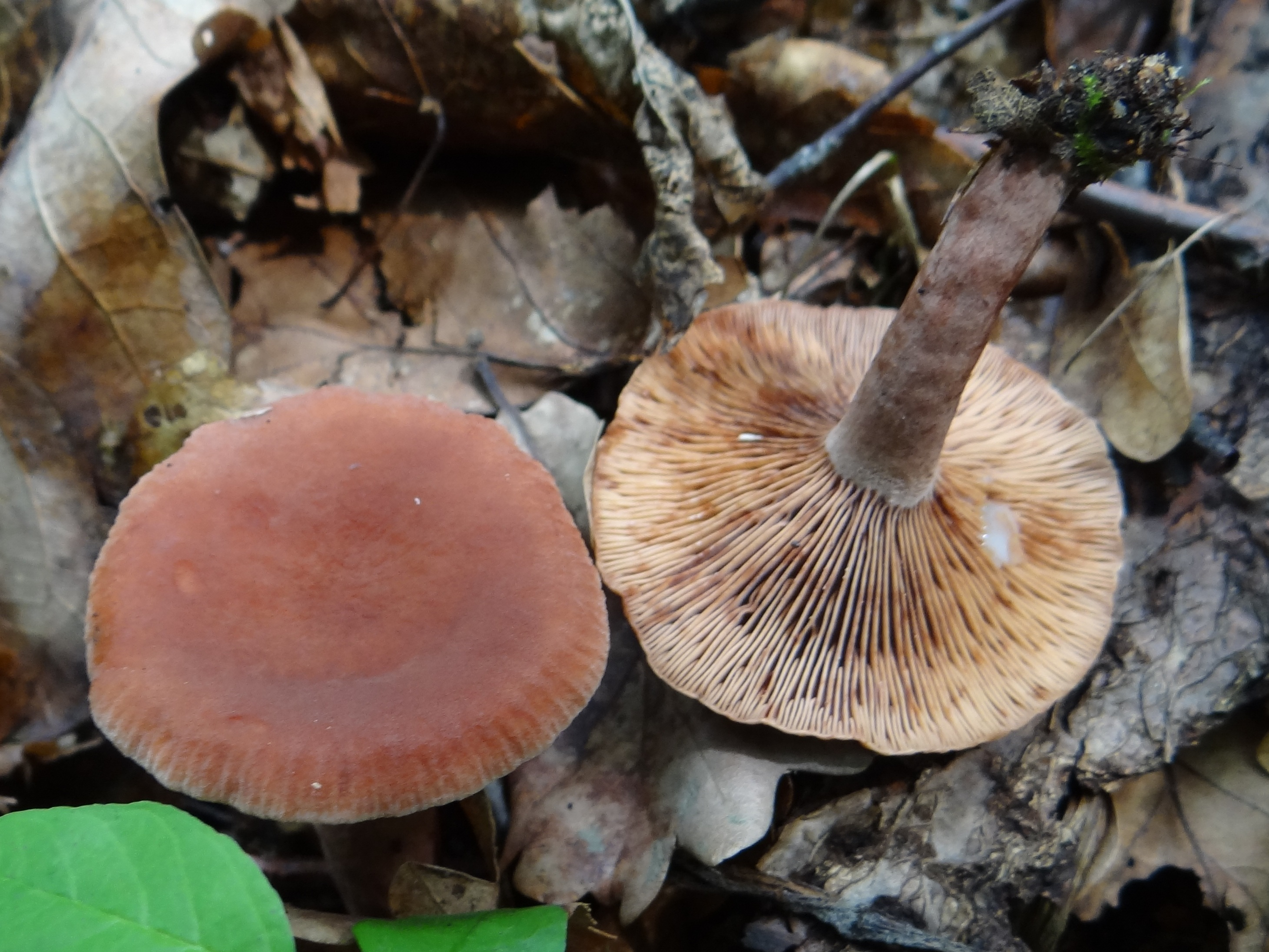
Mleczaj wodnisty
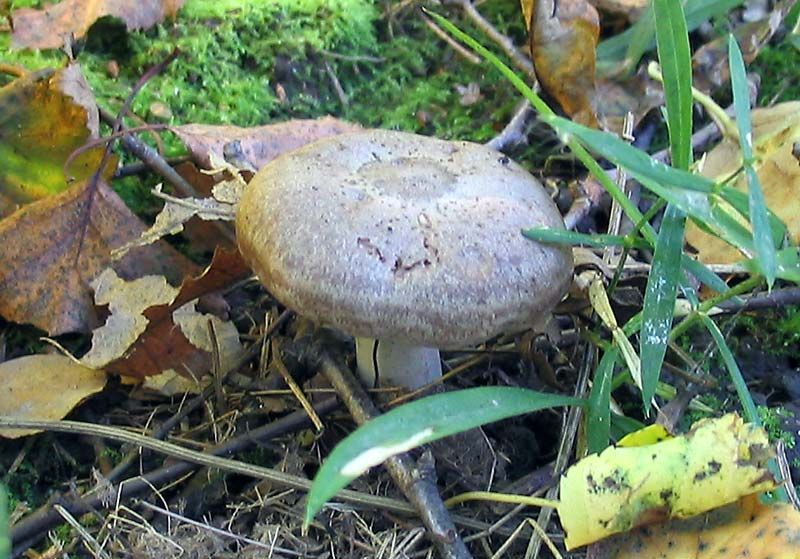
Mleczaj wygięty
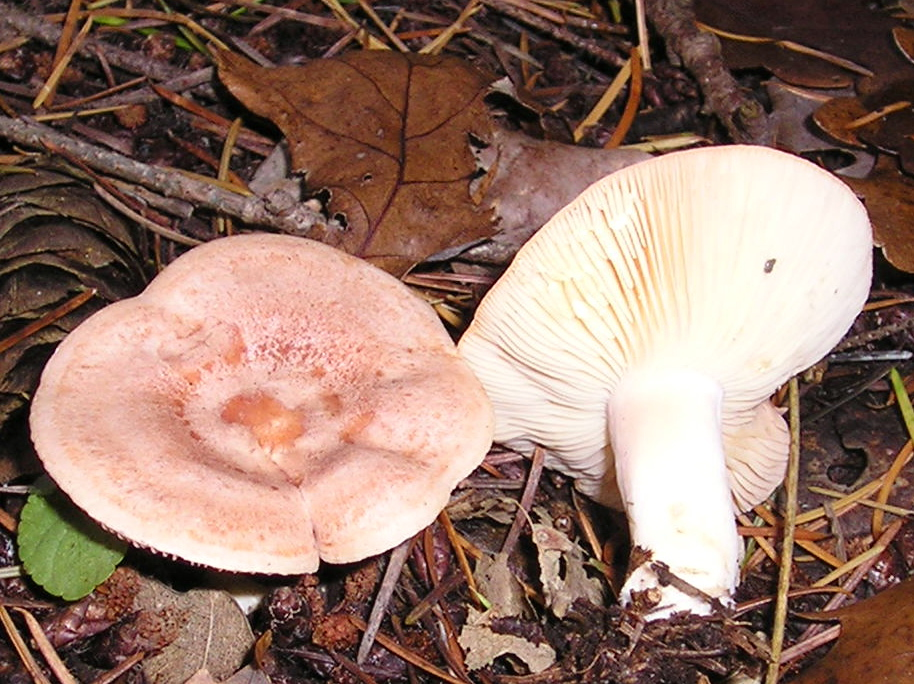
Mleczaj złocisty

## Występowanie i znaczenie
Opisano ponad 200 gatunków i ich liczba ciągle się zmienia; zarówno w wyniku opisywania nowych gatunków, jak i zmian w ich nazewnictwie i systematyce. W Europie występuje ok. 100 gatunków. Najlepiej poznane są gatunki występujące w Europie i w Ameryce Północnej, ciągle natomiast opisywane są nowe gatunki mleczajów ze stref tropikalnych. Kilkadziesiąt gatunków jest zagrożonych wyginięciem i w wielu krajach znajdują się one na czerwonych listach.
Odgrywają dużą rolę w ekosystemach leśnych, zarówno dzięki symbiozie z drzewami, jak i przyczynianie się do tworzenia próchnicy. Niektóre gatunki to grzyby jadalne, są też wśród mleczajów grzyby trujące, jednak brak gatunków śmiertelnie trujących, ponadto gatunki niejadalne i trujące łatwo można odróżnić – odznaczają się gorzkim, czasami silnie piekącym smakiem. Jednego znajbardziej smacznych mleczajów – mleczaja rydza (Lactarius deliciosus) udało się uprawiać. Wyciąg z mleczaja brązowego (Lactarius badiosanguineus) wykazuje działanie hamujące w stosunku do trombiny.